# 大尼科巴島

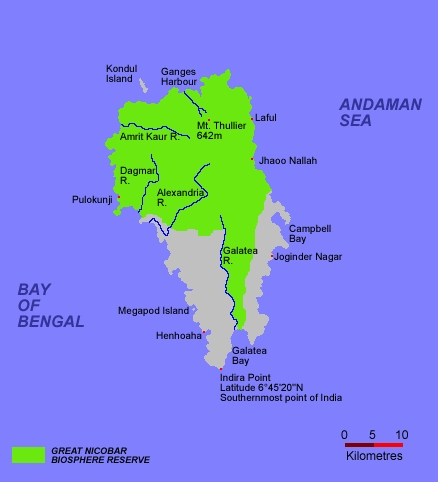

大尼科巴島，是印度的島嶼，屬於尼科巴群島的一部分，位於蘇門答臘島以北孟加拉灣，即鄭和下西洋時所到的翠蘭嶼，長55公里、寬28公里，面積1,045平方公里，最高點海拔高度642米，2001年人口9,440。

## 外部連結
- "Nicobar completely devastated" - from rediff.com（页面存档备份，存于）
- 2001 Census - from the Andaman & Nicobar Police
- Great Nicobar Biosphere Reserve

7°00′N 93°50′E / 7.000°N 93.833°E